# Рогозин, Анатолий Васильевич
Анатолий Васильевич Рогозин (1916—1978) — офицер-танкист, полковник Советской Армии, участник Великой Отечественной войны, Герой Советского Союза (1945).

## Биография
Анатолий Рогозин родился 23 апреля 1916 года в селе Серебрянка (ныне — Пригородный район Свердловской области). После окончания школы фабрично-заводского ученичества работал на золотом прииске. В 1937 году Рогозин был призван на службу в Рабоче-крестьянскую Красную Армию. В 1938 году он окончил полковую школу, в 1941 году — Смоленское военно-политическое училище. С начала Великой Отечественной войны — на её фронтах. В боях два раза был ранен.
К апрелю 1945 года майор Анатолий Рогозин командовал танковым батальоном 36-й танковой бригады 11-го танкового корпуса 1-го Белорусского фронта. Отличился во время Берлинской операции. 20 апреля 1945 года батальон Рогозина в числе первых ворвался в город Мюнхеберг, а затем, преследуя отходящего противника, вошёл в Берлин и захватил Силезский вокзал. В боях на улицах Берлина Рогозин со своим батальоном уничтожил 10 танков и БТР, большое количество солдат и офицеров противника, а также ещё 100 солдат и офицеров захватил в плен.
Указом Президиума Верховного Совета СССР от 31 мая 1945 года за «умелое выполнение боевых задач, мужество и героизм, проявленные при взятии Берлина» майор Анатолий Рогозин был удостоен высокого звания Героя Советского Союза с вручением ордена Ленина и медали «Золотая Звезда».
После окончания войны Рогозин продолжил службу в Советской Армии. В 1946 году он окончил Высшую офицерскую бронетанковую школу. В 1961 году в звании полковника Рогозин был уволен в запас. Проживал в Москве. Умер 29 июня 1978 года, похоронен на Долгопрудненском кладбище Москвы.
Был также награждён орденами Красного Знамени, Отечественной войны 2-й степени и Красной Звезды, рядом медалей: «За боевые заслуги», «За оборону Сталинграда», «За победу над Германией в Великой Отечественной войне 1941—1945 гг.», «За взятие Берлина».

## Память
Школа, в которой он учился названа его именем.